# Uruguay en la Copa Mundial de Fútbol de 1950
La selección de Uruguay fue uno de los 13 participantes de la Copa Mundial de Fútbol de 1950, que se disputó en Brasil. Luego de haber ganado la Copa Mundial de 1930 y de ausentarse en las ediciones de 1934 y 1938, el equipo uruguayo volvió a ganar el campeonato mundial, prolongando en ese momento su condición de invicto en esta competición.

## Indumentaria
- Debido a la nueva normativa FIFA, Uruguay presentó por primera vez números en su espalda, siendo estos de color rojo.

- En el último encuentro de la fase de grupos, Brasil contra Uruguay, —debido a un extravío— el volante Julio Pérez presentó una camiseta diferente a la de sus compañeros, llevando el número 8 cocido en un parche, indumentaria utilizada en la Copa Barón de Rio Branco meses atrás.

## Clasificación
El seleccionado uruguayo integraba el grupo 8 de clasificación para el Mundial, junto a Paraguay, Ecuador y Perú. Estos dos últimos equipos decidieron retirarse, por lo que sin necesidad de disputar ningún encuentro, Paraguay y Uruguay consiguieron la clasificación automática para la fase final de la Copa Mundial de Fútbol de 1950.

## Plantel
| Número | Nombre                   | Posición       | Edad | Club           |
| ------ | ------------------------ | -------------- | ---- | -------------- |
| 1      | Roque Gastón Máspoli     | Guardameta     | 33   | Peñarol        |
| 2      | Matías González          | Defensa        | 24   | Cerro          |
| 3      | Eusebio Tejera           | Defensa        | 28   | Nacional       |
| 4      | Juan Carlos González     | Centrocampista | 25   | Peñarol        |
| 5      | Obdulio Varela           | Centrocampista | 32   | Peñarol        |
| 6      | Víctor Rodríguez Andrade | Defensa        | 23   | Central        |
| 7      | Alcides Ghiggia          | Delantero      | 23   | Peñarol        |
| 8      | Julio Pérez              | Delantero      | 23   | River Plate    |
| 9      | Óscar Míguez             | Delantero      | 22   | Peñarol        |
| 10     | Juan Alberto Schiaffino  | Delantero      | 24   | Peñarol        |
| 11     | Ernesto Vidal            | Delantero      | 28   | Peñarol        |
|        | William Martínez         | Defensa        | 22   | Rampla Juniors |
|        | Héctor Vilches           | Defensa        | 24   | Cerro          |
|        | Washington Ortuño        | Centrocampista | 22   | Peñarol        |
|        | Rodolfo Pini             | Centrocampista | 24   | Nacional       |
|        | Luis Rijo                | Delantero      | 22   | Central        |
|        | Carlos Romero            | Centrocampista | 22   | Danubio        |
|        | Juan Burgueño            | Delantero      | 27   | Danubio        |
|        | Julio César Britos       | Delantero      | 24   | Peñarol        |
| 1*     | Aníbal Paz               | Guardameta     | 33   | Nacional       |
| 4*     | Schubert Gambetta        | Defensa        | 30   | Nacional       |
| 11*    | Ruben Moran              | Delantero      | 19   | Cerro          |
|        | Juan López Fontana       | Entrenador     | 42   |                |

- En la Copa Mundial Brasil 1950, el seleccionado de Uruguay sólo utilizó números del 1 al 11. (Ej: El guardameta Aníbal Paz sustituyó a Roque Máspoli en el encuentro ante Suecia conservando el número 1, y Ruben Morán mantuvo el número 11 de Ernesto Vidal al ingresar en la Final ante Brasil). Los jugadores que se presentan sin número en el recuadro, no obtuvieron ningún minuto en el campo de juego durante toda la competición.

## Participación[3]

### Primera fase

#### Grupo 4
| Equipo  | Pts | PJ | PG | PE | PP | GF | GC |
| ------- | --- | -- | -- | -- | -- | -- | -- |
| Uruguay | 2   | 1  | 1  | 0  | 0  | 8  | 0  |
| Bolivia | 0   | 1  | 0  | 0  | 1  | 0  | 8  |

| 2 de julio de 1950 | Uruguay                                                                          | 8:0 (4:0) | Bolivia | Estádio Independência, Belo Horizonte                                 |                                                                       |
|                    | Míguez 14', 40', 51' · Vidal 18' · Schiaffino 23', 54' · Pérez 83' · Ghiggia 87' | Reporte   |         | Asistencia: 5.284 espectadores Árbitro(s): George Reader (Inglaterra) | Asistencia: 5.284 espectadores Árbitro(s): George Reader (Inglaterra) |

### Fase final
| Equipo  | Pts | PJ | PG | PE | PP | GF | GC |
| ------- | --- | -- | -- | -- | -- | -- | -- |
| Uruguay | 5   | 3  | 2  | 1  | 0  | 7  | 5  |
| Brasil  | 4   | 3  | 2  | 0  | 1  | 14 | 4  |
| Suecia  | 2   | 3  | 1  | 0  | 2  | 6  | 11 |
| España  | 1   | 3  | 0  | 1  | 2  | 4  | 11 |

| 9 de julio de 1950 | Uruguay                  | 2:2 (1:2) | España         | Estádio do Pacaembu, São Paulo                                         |                                                                        |
|                    | Ghiggia 29' · Varela 73' | Reporte   | Basora 37' 39' | Asistencia: 44.802 espectadores Árbitro(s): Benjamin Griffiths (Gales) | Asistencia: 44.802 espectadores Árbitro(s): Benjamin Griffiths (Gales) |

| 13 de julio de 1950, 15:00 | Uruguay                      | 3:2 (1:2) | Suecia                    | Estádio do Pacaembu, São Paulo                                       |                                                                      |
|                            | Ghiggia 39' · Míguez 77' 85' | Reporte   | Palmér 5' · Sundqvist 40' | Asistencia: 7.987 espectadores Árbitro(s): Giovanni Galeati (Italia) | Asistencia: 7.987 espectadores Árbitro(s): Giovanni Galeati (Italia) |

| 16 de julio de 1950 | Uruguay                      | 2:1 (0:0) | Brasil     | Estádio Maracaná, Río de Janeiro                                        |                                                                         |
|                     | Schiaffino 66' · Ghiggia 79' | Reporte   | Friaça 47' | Asistencia: 173.850 espectadores Árbitro(s): George Reader (Inglaterra) | Asistencia: 173.850 espectadores Árbitro(s): George Reader (Inglaterra) |